# Inicis del moviment feminista a Mallorca
Aquest article explora els inicis del moviment feminista a Mallorca, és a dir, totes aquelles activitats, raonaments i accions de caràcter feminista que es van dur a terme a la dita illa de les Balears des de finals del segle xix fins a l'esclat de la Guerra Civil espanyola. En aquest període, grans personatges mallorquins contribuïren i impulsaren en diferents àmbits la lluita pels drets de les dones.

## Antecedents
Amb la volta del conservadorisme durant la Restauració borbònica es tornà a introduir la idea regressiva de la dona reclosa i lligada a complaure lleialment l'home. La dona quedà exclusivament dedicada a ser l'àngel de la llar. Se'ls exigia en cada àmbit una cosa diferent: en la família, amb el marit, com a mare, en la societat; sempre se'ls imposà les maneres en què havien d'actuar.
Durant els segles XIX i XX, l'Església tenia una gran influència en la societat baleàrica. S'assegurà de limitar la feina de les dones exclusivament en la llar per poder privar-les de la seva autonomia i evitar així influències no desitjades. L'Església fou la principal encarregada de modelar les dones i de l'educació dels fills.

## Educació[calcitació]
L'educació dels fills era molt important en la societat burgesa del darrer terç del segle xix, perquè era un gran exemple de l'estatus familiar. La idea de superioritat biològica de l'home sobre la dona estava molt arrelada, de manera que també se'ls considerava inferiors intel·lectualment.
El 22 d'octubre de 1871, el diari La Bocina manifestà que l'Església condemnava totes aquelles dones de les classes populars que intentaven aprendre a llegir i escriure. A finals del segle xix, amb una taxa molt alta d'analfabetisme femení, es va començar a demanar millores en l'educació de les dones. Durant el transcurs de la dècada del 1880 van sorgir les primeres iniciatives burgeses a Mallorca per reduir la incultura i la reclusió domèstica de les dones. Totes les propostes culminaren amb la fundació al 1882 de l'Escola Mercantil de Palma per a la formació professional de les dones.
El 1913 es creà a Palma l'Escola Normal de Mestres, amb mestres lliurepensadores. Les denominades "Colombines" van influir en les futures educadores de les Balears. Dones com Catalina Vives, Anna Canalias i Rosa Roig formaren part d'aquesta institució. Al 1928 Anna i Rosa juntament amb Mercedes de Usúa instauraren la secció femenina de la Societat de Foment del Civisme, amb l'objectiu d'oferir a les dones una educació després de la bàsica. Aquesta secció publicava mensualment una "pàgina femenina" en el diari La Vanguardia Balear.
Amb l'arribada de la Segona República es va implantar la coeducació i l'educació laica i pública.

### Dones destacades[calcitació]
En primer lloc, Paula Cañellas fou de les primeres a instaurar les colònies escolars per a les nines. Va destacar també per la creació, juntament amb Rosa Estarás, de l'Institut d'Estudis Superiors de la Dona al 1915 a Palma per a la formació professional de la dona des del laïcisme. A més, Clara Hammerl, prussiana de naixement, es va traslladar a Pollença, on impartí classes juntament amb el seu marit Guiem Cifre de Colonya.

## Política
A principis del segle xx, quan varen poder sortir de la llar, les dones van començar a lluitar per la igualtat de drets enfront la llei. Va ser molt important en l'àmbit polític la participació femenina en les eleccions estatals. Al 1933 les dones van tenir dret al sufragi en les eleccions. Palma fou el primer territori de l'estat en què les dones van poder votar, un mes abans que a l'estat.
El 8 de març de 1934 es va celebrar el Dia Internacional de les Dones als barris del Molinar, Son Cos i El Rotlet. Es va organitzar gràcies a les dirigents de la Secció Femenina del Partit Comunista: Aurora Picornell, Antònia Pasqual, Maria Pasqual i Catalina Flaquer. Al 1936 es tornà a celebrar, aquesta vegada, però, també varen formar-ne part dones d'altres partits democràtics d'esquerres. Per primera vegada, les dones de diferent classe social s'unien per un mateix objectiu: la reivindicació feminista i la democràcia.

### Organitzacions mallorquines afins a laRepública[calcitació]
- Secció Femenina del Partit Comunista (1931). Feien les reivindicacions des del seu propi diari Nostra Paraula. La responsable n'era Aurora Picornell.
- Secció Femenina del Partit Republicà Federal de Balears.
- Agrupació Femenina de Palma del Partit Radical 1933. La comissió organitzativa estava formada per Antònia Rigo, Aina Valcaneras i Antònia Adrover.
- Acció Ciutadana Femenina (1933 posteriorment Esquerra Republicana Balear). María Mayol fou la primera dona mallorquina que es va presentar a les eleccions.
- Secció Femenina del Partit Socialista Obrer Espanyol i UGT. Les seves líders van ser Maria Plaza i Maria Vaquer.[4]

### Organitzacions mallorquines conservadores[calcitació]
- Secció Femenina de la Falange Española Tradicionalista i de les Juntas Ofensivas Nacional Sindicalistas (1934). La primera dirigent en fou Magdalena Rullán Vives.
- Acció Catòlica Femenina (1932): tenia publicacions de la revista La Mujer de Acción Católica (1937) i Excelsior (1935), òrgan de la Juventut Femenina. La seva secretària fou Francesca Alcover Morell.
- Secció Femenina d'Unió de Dretes (des del 1933 rebria el nom d'Acció Popular Agrària). Estava dirigida per Francesca Roca Waring d’Unzué.
- Associació femenina de la Comunió Tradicionalista “Les Margarides”(1932). La presidenta va ser-ne Mercè Amat i la secretària Aina Villalonga i Zaydín.

## Treball
A la Mallorca del XIX, les treballadores ocupaven els sectors de la indústria tipificats com a "femenins" (calçat, tèxtils, indústria agroalimentària i brodats). Van suportar la discriminació i humiliació d'amos i capatassos. Aquests abusos van ser reiteradament denunciats per les obreres més actives del moviment.

### La Virtut Social
El 7 de febrer de 1870 les primeres treballadores organitzades denunciaren la situació del treball femení amb la creació d'una associació de cosidores denominada La Virtut Social, que estava adherida al Centre Federal de Societats Obreres de Palma i que formava part de l'Associació Internacional dels Treballadors.
El setmanari El Obrero, que es publicava a Palma, llançà el març del mateix any un manifest d'adhesió de La Virtut Social al Centre Federal. Es feia una reflexió detallada de la figura de la dona al llarg del temps per reafirmar que el govern burgés seguia sense reconèixer els drets de les dones. Es considerà la primera proclama feminista mallorquina coneguda i una de les primeres de l'estat.
Aquestes cosidores també entaularen relacions amb les seves homòlogues catalanes i madrilenyes amb una altra publicació d'El Obrero. El 12 d'agost de 1870 Elisa Huigon, dirigent bakuninista de Barcelona va escriure una carta en què figurava una proposta de coordinació amb les seves companyes mallorquines a les quals consideraven promotores de l'emancipació femenina.
| « | Els pilars que sostenen l'esclavitud de la dona són el fanatisme religiós i el vergonyós i insignificant paper que exerceix al si de la família, pels quals és la primera a sofrir les conseqüències de la seva adversa sort i el seu maltractament. | » |

Encara que les associades a la La Virtut Social eren cosidores, als seus manifests es dirigien a totes les obreres. El manifest publicat el 26 de maig de 1870 es dirigia a les "seves companyes d'infortuni".

### Feminisme de la Unió Obrera Balear i el Congrés Femení Nacional
La Unió Obrera Balear va organitzar la major part dels gremis, comptant amb les seccions de nombrosos pobles. El seu caràcter reformista va aconseguir les simpaties de la burgesia modernitzadora mallorquina. La UOB tenia amb una secció de dones. Magdalena Bonet Fàbregues i Francisca Vidal i Tous exerciren un paper important en aquest àmbit.
També comptaven amb el suport de Joan Salas i Anton, home feminista lliurepensador que participà en mítings a favor de les dones. Va compartir les seves reivindicacions amb les primeres líders del feminisme de Catalunya: Amalia Domingo, Ángeles López de Ayala, i Teresa Claramunt. Des de Barcelona, Salas feu una gran propaganda del Congrés Femení Nacional que s'anava a celebrar a Palma.
A principis del mes de febrer, Magdalena Bonet, presidenta del futur Congrés Femení Nacional, donava el seu primer discurs al local de la UOB animant tant els homes com les dones a donar suport a la iniciativa, al·legant que havien de ser les dones les úniques a establir les condicions del seu alliberament i que els homes només havien d'ajudar-les. Mesos més tard s'anunciaria que el Congrés estaria presidit per Martina Castells Ballespí.
El juliol de 1883 el setmanari Unión Obrera Balear publicava una circular de la Junta de Senyores, organitzadora del Congrés. Les mallorquines volien donar a les dones la posició moral, intel·lectual i material que els pertanyia en la societat. El principal objectiu del Congrés era poder aconseguir allò necessari perquè les dones poguessin rebre una educació que els permetés llaurar-se el seu propi camí sense estar supeditades a l'home. D'altra banda, s'establí que el Congrés no se celebraria fins que no s'hagués establert en totes les capitals de província una junta de dones per aconseguir una coordinació estatal.

#### Fracàs del Congrés Femení Nacional
L'Església posà en marxa les estratègies que seguia contra totes les accions laiques que es duien a terme en aquells temps. Fou el diari El Áncora qui començà aquella campanya de desprestigi contra tota activitat progressista, la maçoneria i la revolució social. La principal intenció era buscar l'enemistat amb el Partit Liberal. Aquesta estratègia seguia els ideals del maurisme. Miguel Maura, germà d'Antonio Maura, era el director d'El Áncora.
Aquests atacs de desprestigi contra el Congrés Femení Nacional i les seves organitzadores van tenir conseqüències per a la UOB. Després del boicot van haver de suspendre tots els preparatius del congrés a final de l'estiu del 1883 i la UOB es va veure obligada a deixar de publicar el seu diari durant sis mesos per les dificultats econòmiques que va ocasionar la pèrdua d'afiliats.
El Congrés Femení Nacional fou una iniciativa ambiciosa relacionada amb la modernització i el progrés que s'estava generant a la Mallorca comercial i industrial de finals del segle xix. Aquell feminisme dels primers vuitanta seria deutor, per una part, de la praxi i del nivell d'anàlisi aconseguit per La Virtut Social.

### Vagues del segle XX i primers grups sindicals palmesans
A principis del segle XX destacaren dues vagues produïdes a Mallorca que tenien com a objectiu aconseguir el dret de poder formar sindicats femenins de manera lliure, sense haver de formar part dels sindicats dirigits pels homes. Aquestes foren:
- Vaga de cosidores de Palma de 1919, encara que la primera vaga data de voltants del 1911.[9]
- Vaga de les fàbriques tèxtils d'Esporles el 1926.[cal citació]

Posteriorment es van crear noves organitzacions sindicals femenines a Palma:
- Sindicat Catòlic d'Oficis Diversos (1919)
- Sindicat Catòlic de Serventes (1919)
- Sindicat Catòlic de Sastres (1919)
- Sindicat Catòlic de Fabricants (1920)
- Sindicat Catòlic de Obreres Cosidores (1919)
- Sindicat Catòlic de Brodadores (1919)
- La Unió: per a les obreres de les fàbriques de llumins (1919)
- Defensa de les Obreres (1922)

## Societat
La vida social de les dones era complicada. Només podien formar part de les activitats socials que prèviament hagués aprovat l'Església.
La majoria de les associacions de dones estaven estretament vinculades al catolicisme i la seva activitat principal consistia a pregar i dur a terme accions socials, com passava, per exemple, amb l’Associació de la Santificació de les Festes, en què es reunien per pregar i celebrar missa. Un altre exemple el trobam en Acció Catòlica, l'objectiu del qual era aconseguir el benestar de les persones que es trobaven en situació de necessitat. A Mallorca també hi havia l'Auxili Social (1936) de la Falange que es dedicava a la beneficència des de diferents àmbits i activitats, i també s'encarregava de l'oci de les dones.
Altres activitats que van destacar entre les dones foren:
- Gimnàstica
- Bàsquet
- Campaments (1939, Portopí)
- Grups de dansa (ball de Bot)

## Literatura
Destaca el paper de les Gabellines, les dones de Capdepera. Destacaren perquè, ja començat el segle xx, gaudien d'independència econòmica. Per gestionar la llata de palma havien de saber llegir i escriure, així com saber fer comptes. Van ser dones avançades de la seva època.
Moltes de les escriptores mallorquines van contribuir amb els seus escrits al desenvolupament de la Renaixença, tot i les dificultats i les circumstàncies adverses en què vivien. En aquest context aïllat les dones van trobar en la literatura una manera d'expressar les seves vindicacions.
Més tard, durant la guerra i la postguerra moltes dones van quedar silenciades. No va ser fins a la dècada de 1970 que van aparèixer noves escriptores mallorquines.

### L'Ateneu Balear[calcitació]
Algunes poetes freqüentaven l'Ateneu Balear, una societat que fomentava l'ascens de les dones a través de la instrucció. Al 1868 ja es discutia la problemàtica de la falta d'ensenyament per a les dones. Al 1869 va reconèixer la igualtat de drets la societat de l'Ateneu Balear i es van organitzar trobades de lectures poètiques a les quals va assistir un gran nombre de públic femení. Allà van recitar la seva obra autores com Angelina Martínez, Margalida Caimari i Joana María Ginard, juntament amb altres poetes.

### Dones destacades[calcitació]
- Magdalena Coll. Va escriure diversos articles per l'Obrero Balear el 1918, i en destaca un "Despertar a la mujer".
- Francesca Ramis el 1920 amb "A la mujer", publicat en Cultura Obrera.
- Coloma Rosselló Miralles. Va escriure articles feministes de corrent moderat.
- Manuela de los Herreros. Va escriure per a la revista Mallorca.
- Maria Mayol. Pedagoga, defensora del català i escriptora. La Dona Catalana i Gema. Mayol al 1931 va formar part de l'avantprojecte de l'Estatut d'Autonomia de les Illes Balears.

### L'Escola Mallorquina[calcitació]
L'Escola Mallorquina fou el cim per a les dones en literatura. Destaquen personatges com Maria Antònia Salvà Ripoll (1869-1958), que publicà en moltes revistes i va escriure diversos llibres de poemes. També destaquen les mallorquines Aina Villalonga Zaydin (1883-1961) i Coloma Rosselló Miralles (1875-1955), aquesta darrera com una de les primeres escriptores de Mallorca de caràcter progressista: destaca pel seu càrrec com a corresponsal de la revista "Feminal", en què publicà diverses proses, com ara Valldemossines (1911).